# 캠퍼스 꼭짓점 댄스
《캠퍼스 꼭짓점 댄스》는 2006년 Mnet에서 방송된 꼭짓점 댄스 경연 프로그램이다. 국민대, 충남대, 부산대, 건국대, 홍익대에서 예선을 진행했고, 본선에 진출한 팀들은 온라인 투표로 우승팀을 정하게 된다. 도전자들은 꼭짓점 댄스를 다양한 형식으로 변형하여 선보이며, 최종 우승팀은 '다음의 날' 행사에서 김수로와 함께 꼭짓점 댄스를 출 수 있는 기회를 얻게 된다.